# Comentarios sobre Aristóteles

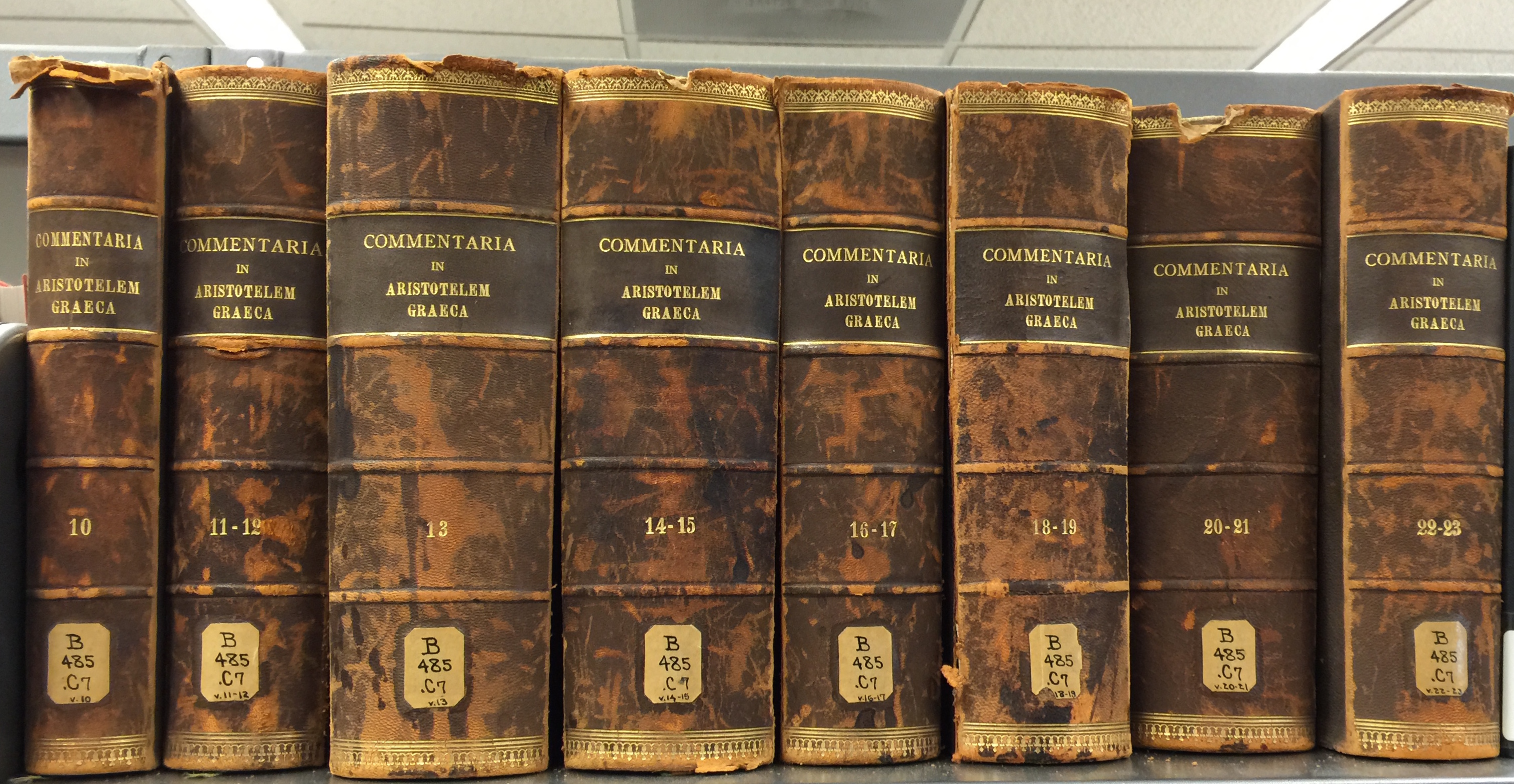
Volúmenes de Commentaria in Aristotelem Graeca

Comentarios sobre Aristóteles es un término comúnmente utilizado para referirse a los comentarios en griego de la obra de Aristóteles, los cuales suman las cerca de quince mil páginas de los Commentaria in Aristotelem Graeca de Berlín (1882-1909), que aún constituye la edición básica de los mismos. Continúa siendo el mayor cuerpo de filosofía griega que aún permanece sin traducir a ningún idioma moderno. Los 23 volúmenes de la serie fueron lanzados entre los años 1882 y 1909 por el editor Reimer.
La mayoría de estas obras, especialmente las últimas, de orientación neoplatónica, son en realidad mucho más que simples comentarios sobre Aristóteles. Constituyen también un modo de hacer filosofía, aquel que era el preferido en ese momento histórico. Son por ello importantes no sólo para la comprensión de Aristóteles, sino también para el estudio de los filósofos presocráticos y helenísticos, particularmente los estoicos, de los cuales contiene muchos fragmentos.
Finalmente, es también de interés para el estudio del neoplatonismo y, en el caso de Juan Filopón, para investigar las innovaciones que este introdujo en el proceso que intenta reconciliar el platonismo con la cristiandad.

## Los comentarios sobreComentarios sobre Aristóteles

### Escritores peripatéticos

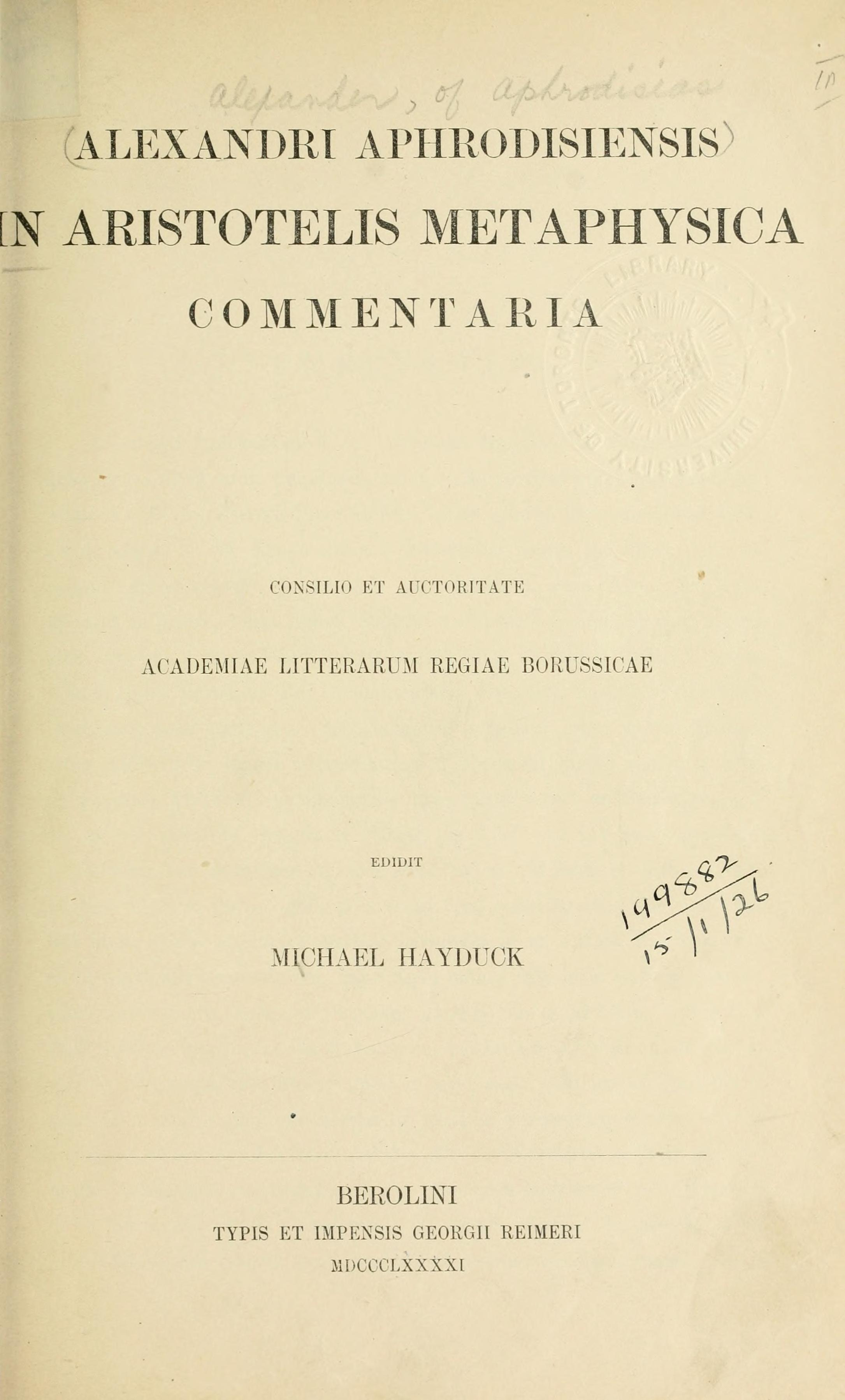
Commentaria en Aristotelem Graeca de Alejandro de Afrodisias sobre la Metafísica de Aristóteles.

El primero se forma con los escritores peripatéticos de los siglos II y IV d. C. De manera destacada, Alejandro de Afrodisias (activo en torno al 200) y también Temisto (activo en el 360).
No se puede omitir la referencia al antecesor de Alejandro, Aspasio, autor del primer comentario que se conserva, uno acerca de la Ética a Nicómaco –una obra que no vuelve a ser comentada hasta los últimos años del periodo bizantino–. Los comentarios de Alejandro que han sobrevivido son los de los Primeros analíticos, Tópicos, Metafísica I-V, De los sentidos, Meteorológicos; se han perdido los de las Categorías, Acerca del alma y la Física. Todos ellos tuvieron una gran influencia posterior, sobre todo en Simplicio.

### Escritores neoplatónicos

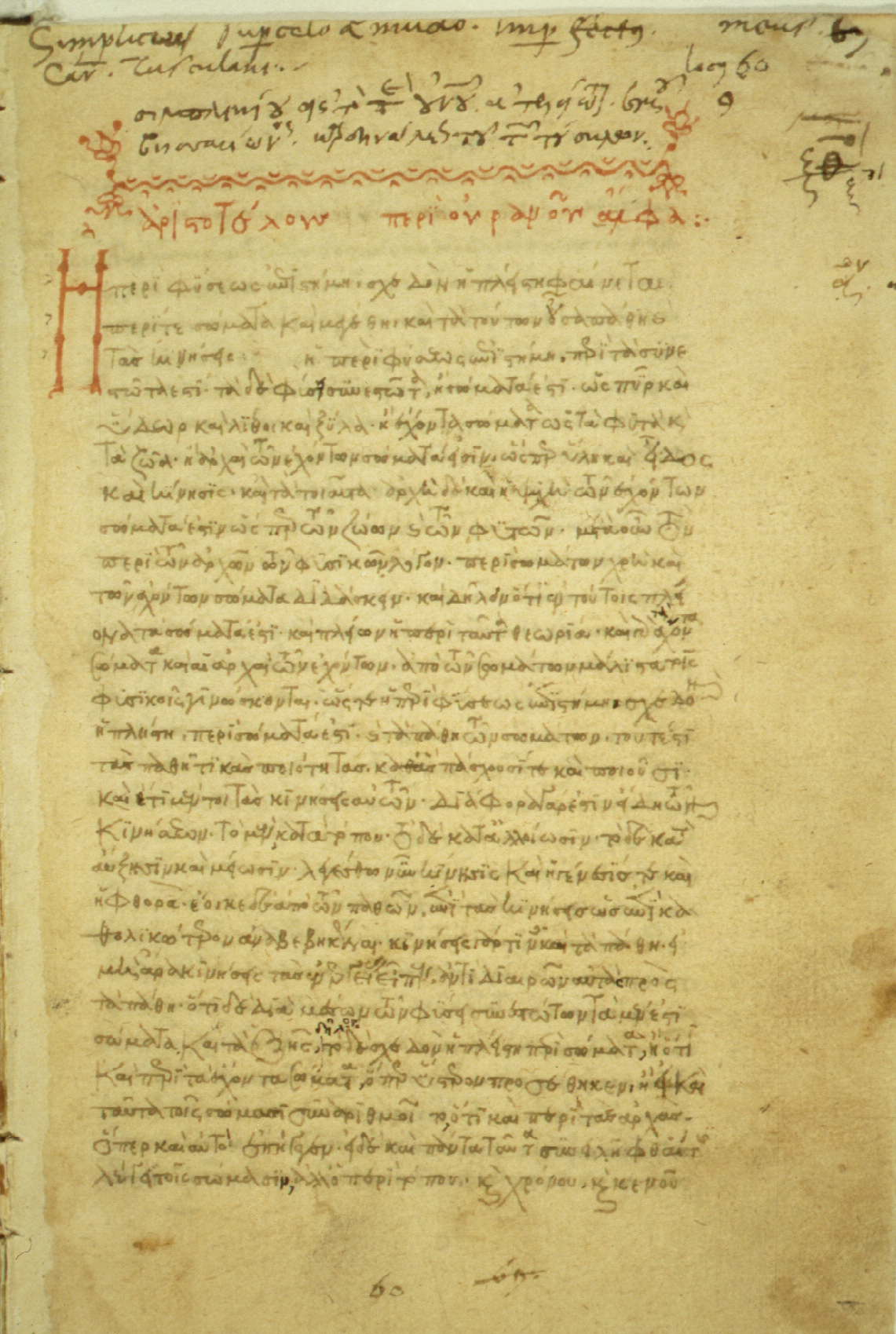
Comentario de Sobre el cielo por Simplicio de Cilicia.

El mayor grupo de textos pertenecen a los pensadores neoplatónicos hasta el siglo VI d. C. El más importante entre los primeros de ellos es Porfirio (232-ca. 309), del cual sólo se conserva un breve comentario de las Categorías junto con una introducción (Isagoge) a los tratados aristotélicos de lógica, obra que en sí misma generó numerosos comentarios y fue muy influyente tanto en el Oriente latino (a través de Boecio), como en Occidente.
El intento de reconciliar a Platón y Aristóteles constituye buena parte de su obra. Su gran comentario de las Categorías resultó de gran importancia en épocas posteriores, preservándose muchos fragmentos suyos en el que hiciera Simplicio. Uno de sus seguidores, Yámblico, fue también influyente, pero sus comentarios se han perdido. La escuela ateniense de Siriano (ca. 375-437) y Proclo (410-485) también realizó comentarios de Aristóteles, pero solo ha sobrevivido uno, atribuido al primero de ellos, de los Libros III, IV, XIII y XIV de la Metafísica. Es en el siglo VI, no obstante, cuando se produce el grueso de los comentarios que han sobrevivido. Estos proceden de la Escuela alejandrina de Amonio, hijo de Hermias (ca. 435-520), localizada tanto en Alejandría, en torno al filósofo cristiano Juan Filopón (ca. 490-575), como en Atenas, alrededor de Simplicio (activo después del 532). Los principales comentarios de Filopón son de las Categorías, Primeros analíticos, Segundos analíticos, De la generación y la corrupción, Acerca del alma I-II y de la Física; los de Simplicio lo son de las Categorías, Física, Acerca del cielo y, tal vez, de Acerca del alma.
La tradición se conserva en Alejandría a través de Olimpiodoro (ca. 495-565) y de los filósofos cristianos Elías (activo en torno al 540) y David (un armenio apodado el Invencible, activo en torno al 575), y, finalmente, a través de Estéfano, que fue elegido por el emperador para ocuparse de la enseñanza de la filosofía en Constantinopla alrededor del 610. Estos escritores centran sus comentarios en las Categorías y en otros materiales de tipo introductorio; sin embargo, Olimpiodoro también confeccionó un comentario sobre Meteorológicos.
La característica principal de los neoplatónicos era el deseo de reconciliar a Aristóteles con Platón (argumentando, por ejemplo, que Aristóteles no rechazaba la teoría platónica de las formas) y de sistematizar su pensamiento reconciliándolo consigo mismo. Todos ellos responden a una larga tradición crítica que va haciendo surgir las dificultades generadas por las incoherencias del pensamiento de Aristóteles e intenta resolverlas, arrojando de este modo una visión omnicomprensiva de su obra.
Sólo Filopón, como pensador cristiano, se ve en la obligación de criticarle, especialmente por lo que se refiere a la eternidad del mundo y también, por su concepción del infinito (acerca del cual ofrece un ingenioso argumento retomado en el siglo XIII por san Buenaventura a través de los árabes). Las Categorías han demostrado ser un campo de batalla particularmente fructífero, de modo que buena parte del debate posterior entre realismo y nominalismo surge a partir de la discusión sobre el objeto de estudio al que está dedicada esta obra.
El formato de estos comentarios es, básicamente, el que desde entonces han adoptado todos los estudiosos, esto es, el de tomar un pasaje, o lema, tras otro de la obra de referencia discutiéndolos desde toda posible perspectiva. No obstante, existe alguna variación. En ocasiones el tema general se discute al principio para examinar a continuación los detalles del texto. En otras ocasiones, el lema se analiza mediante subdivisiones sin hacer la distinción anterior. El comentario puede proceder explícitamente a responder ciertos problemas o aporiai, que han sido identificados por autoridades previas. Algunos de estos comentarios, tales como el breve escrito que Porfirio dedica a las Categorías o el que Dexipo, discípulo de Yámblico, dedica a esa misma obra, adoptan una forma «quaestio», procediendo mediante preguntas y respuestas.
En otros casos (como sucede con Wittgenstein en nuestra época), los comentarios son simples transcripciones hechas por discípulos sobre las clases de sus maestros. Esto es lo que sucede, por ejemplo, con los comentarios que han sobrevivido de Ammonio. Uno también se puede abandonarse a la mera paráfrasis, como hace Temisto con los Segundos analíticos, la Física, Acerca del alma y Acerca del cielo, pero, incluso aquí, se halla presente una gran cantidad de interpretación, haciendo que estas obras no pierdan su interés. Una ramificación importante de toda esta actividad en el occidente latino es la que ofrece la figura de Boecio (ca. 480-524). Fue este el primero en transmitir el conocimiento de la lógica aristotélica a Occidente, conocimiento que llegaría a ser una parte fundamental de la escolástica medieval. Tradujo la Isagoge de Porfirio, y la totalidad de la obra lógica de Aristóteles. Escribió un doble comentario de la Isagoge, así como otros dos acerca de las Categorías y De la interpretación. Parece depender en última instancia de Porfirio, pero, de modo más inmediato, parece tomar como fuente a Proclo.

### Escritores bizantinos
El tercer grupo data del final del periodo bizantino y parece proceder principalmente de un círculo de estudiosos agrupados en torno a la princesa Ana Comneno en el siglo XII. Sus figuras principales son Eustratio (ca. 1050-1120) y Miguel de Éfeso (datado originalmente en torno al 1040 y fijado ahora alrededor del 1130).
Este último parece dedicado a tratar obras de Aristóteles que habían escapado hasta entonces al comentario. Por ejemplo, comenta por extenso las obras de biología, aunque también se ocupa de las Refutaciones sofísticas. Él y Eustrato, y tal vez algunos otros, parecen haber cooperado en un comentario conjunto de la Ética a Nicómaco, olvidada desde la época de Aspasio. Existe también evidencia acerca de unos comentarios perdidos de la Política y la Retórica.
El comentario conjunto de la Ética fue traducido al latín en Inglaterra durante el siguiente siglo por Robert Grosseteste. Antes, sin embargo, de esto, ya existían traducciones de diversos comentarios de lógica, traducciones debidas a Jaime de Venecia (activo en torno al 1130), el cual pudo llegar a tener relación con Miguel de Éfeso en Constantinopla. Más tarde, en ese mismo siglo, Gerardo de Cremona (muerto en 1187) traduce otros comentarios a partir de versiones árabes. La influencia de la tradición comentarista griega en Occidente se retoma de este modo tras la interrupción habida después de Boecio, aunque sólo ahora, se podría decir, se ha empezado a apreciar el pleno significado de este enorme cuerpo de conocimiento.

### Escritores árabes

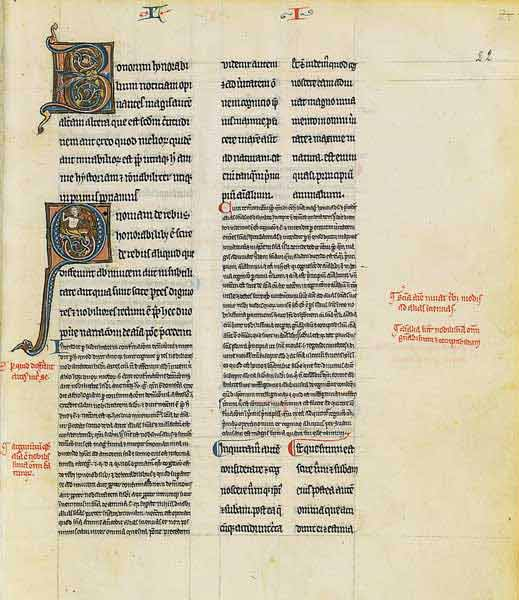
Comentario de Acerca del alma por Averroes.

En el siglo IX, la escuela platónica de Thābit ibn Qurra en Bagdad tradujo a Aristóteles y sus comentaristas al árabe. Los eruditos islámicos hicieron hincapié en el estudio de los escritos de Aristóteles, especialmente sus escritos metafísicos y lógicos, y también de su Física. Escribieron comentarios sobre Aristóteles y desarrollaron aún más el elemento lógico abstracto. Muchos de estos comentarios aún existen.
Al-Kindi, quien escribió un comentario sobre la lógica aristotélica, vivió en el siglo IX, bajo Al-Ma'mun. Al-Farabi (siglo X) escribió comentarios sobre el Organon de Aristóteles, que los escolásticos hicieron un uso diligente de ellos. Se cuenta de él que leyó cuarenta veces el tratado de Aristóteles Sobre el oído y doscientas veces su Retórica, sin cansarse en absoluto de ellas. Los médicos hicieron un estudio de filosofía y formularon teorías; entre ellos estaba Avicena (c. 980-1037), que vino de Bujará, al este del Mar Caspio; escribió un comentario sobre Aristóteles. Al-Ghazali (1058-1111) escribió compendios de lógica y metafísica. Ibn Bayya (c. 1080-1139) escribió un comentarios a la Física, el tratado Sobre el alma, Generación y corrupción e Historia de los animales. Averroes (1126-1198) se distinguió especialmente como comentarista de Aristóteles. A menudo escribió dos o tres comentarios diferentes sobre la misma obra, y se han identificado unos 38 comentarios de Averroes sobre las obras de Aristóteles. Aunque sus escritos tuvieron solo un impacto marginal en los países islámicos, sus obras tuvieron un gran impacto en el Occidente latino a raíz de las traducciones latinas de los siglos XII y XIII.

### Escritores escolásticos

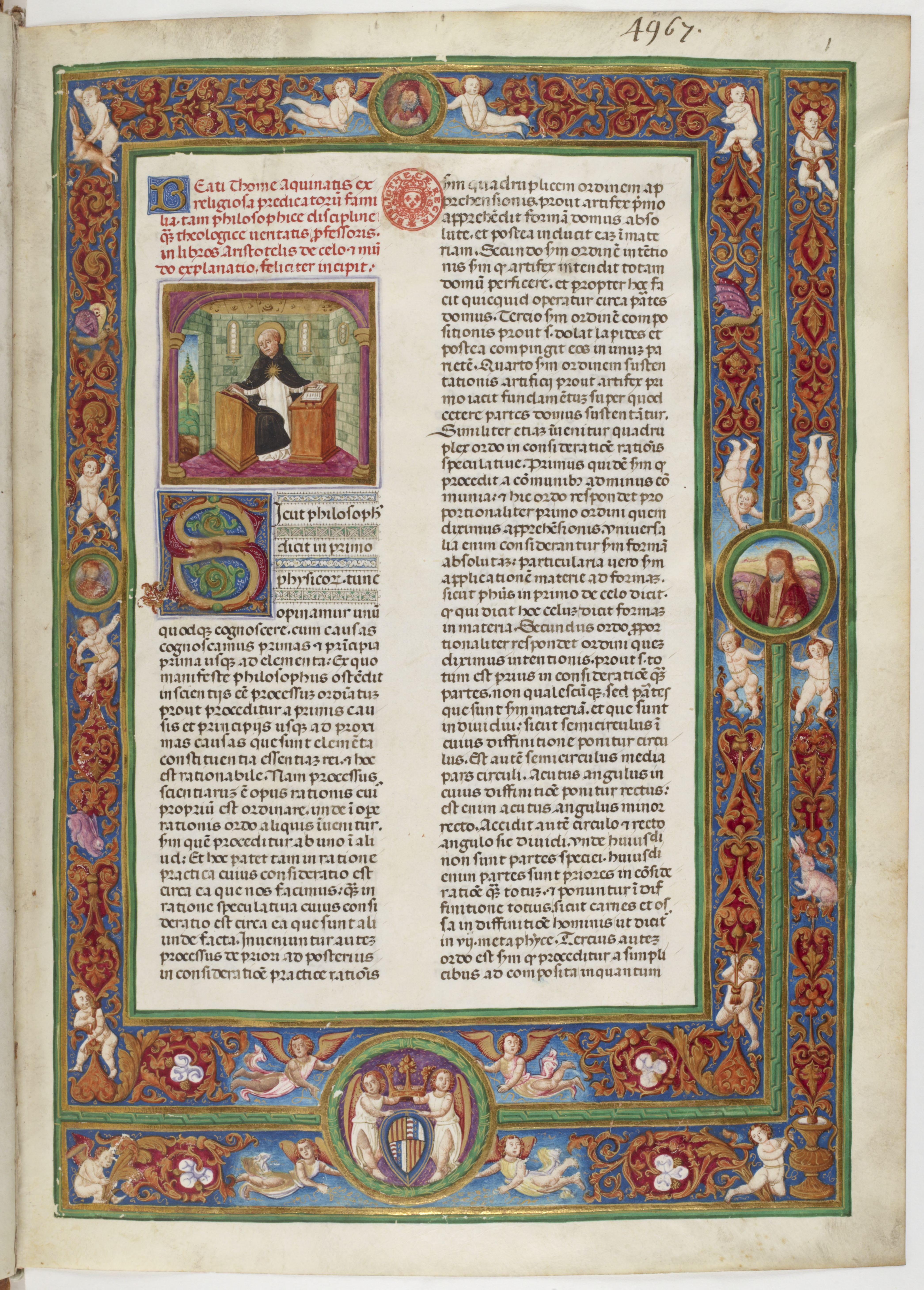
Comentarios de Sobre el cielo y Sobre la generación y la corrupción por Tomás de Aquino (1492).

La filosofía escolástica en el occidente latino se formó decisivamente cuando las obras de Aristóteles se hicieron ampliamente disponibles, primero a través de traducciones de comentaristas y sus textos básicos del árabe, y luego a través de traducciones del griego del texto original de Aristóteles y de comentaristas griegos. Alberto Magno, Tomás de Aquino, Duns Scotus entre otros, escribieron obras filosóficas en forma de comentarios aristotélicos.
Se denomina Conimbricenses a unos comentaristas y a un conjunto de sus comentarios de diversas obras de Aristóteles. Fueron publicados en Coímbra y en Lisboa desde 1592 hasta 1606, con el título Commentii collegii conimbricencis societatis Iesu. Se destinaron al curso de Filosofía del Colegio de Artes de Coímbra, dirigido por los jesuitas desde 1555.